# Año santo jacobeo

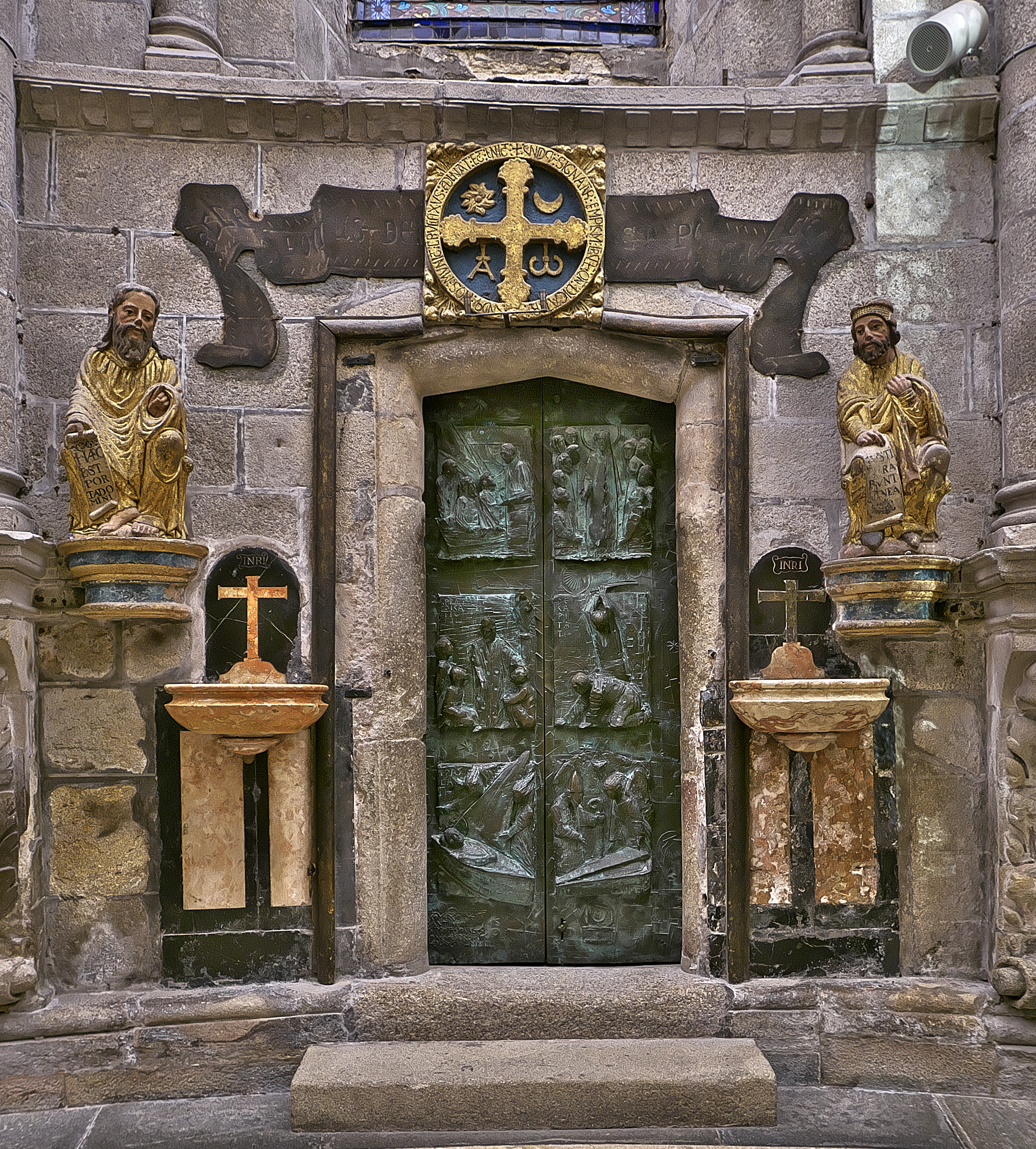
Puerta Santa (Santiago de Compostela)

El año santo jacobeo (en gallego, Ano Santo Xacobeo), también conocido como año santo compostelano, año santo de Santiago,  o simplemente jacobeo, es una celebración católica que tiene lugar en la ciudad española de Santiago de Compostela, en Galicia, los años en que el 25 de julio, festividad de Santiago Apóstol, cae en domingo. Esto sucede con una cadencia regular de 6-5-6-11 años (excepto cuando el último año de un siglo no es bisiesto, cuando pueden darse lapsos de 7 o 12 años), de modo que cada siglo se celebran catorce Años Santos Jacobeos.

## Tradición
La celebración de cada año santo otorga la indulgencia a todos aquellos fieles que voluntariamente cumplan las siguientes condiciones:
1. visitar la catedral de Santiago de Compostela, en Galicia, España;
2. rezar alguna oración (al menos, el Credo o el Padrenuestro) y pedir por las intenciones del Papa. Se recomienda también asistir a la Santa Misa;
3. recibir los sacramentos de la penitencia  y de la comunión; es decir, confesar y comulgar (en los quince días anteriores o posteriores a la visita de la catedral).

Es costumbre, además, acceder a la catedral atravesando la Puerta Santa que se abre únicamente con ocasión de esta solemnidad.
Por mediación de la Iglesia, el jubileo otorga a aquellos fieles dispuestos que cumplan con las condiciones  enumeradas, la gracia de la indulgencia plenaria (completa) o remisión de la pena temporal que merecieran los pecados por ellos cometidos.

## Historia

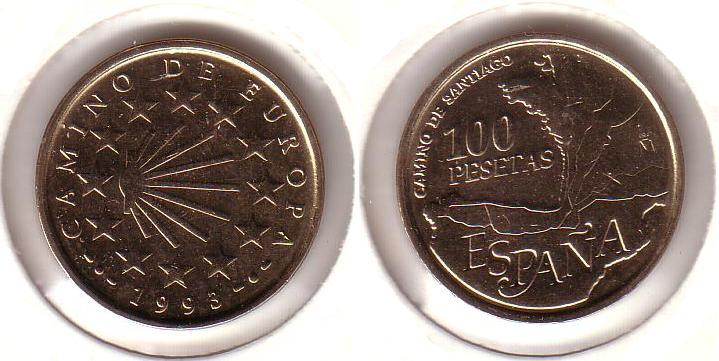
Moneda del año santo jacobeo de 1993

El año santo jubilar compostelano fue establecido en 1122 para el año 1126 por el pontífice Calixto II, que curiosamente había sido peregrino a Santiago de Compostela cuando ocupaba la silla arzobispal de Vienne (Isère) en Francia.
El 27 de febrero de 1120, la bula Omnipotentis Dispositione elevó a la dignidad arzobispal a Santiago de Compostela trasladando a esta ciudad la sede metropolitana de Mérida, de acuerdo con los deseos de Diego Gelmírez (obispo de Compostela desde 1100 a 1139) y con la anuencia del rey Alfonso VII de León (el emperador), de quien Calixto II era tío por razón del matrimonio de su hermano Raimundo de Borgoña con la infanta Urraca de León y Castilla, hija de Alfonso VI de León.
En 1122, coincidiendo con la colocación de la última piedra de la catedral de Santiago, Calixto II le otorgó el privilegio de celebrar con regularidad a partir de 1126 el Año Santo Jacobeo, siempre que la festividad de Santiago Apóstol —25 de julio— cayera en domingo para que así se pudieran ganar en Compostela las mismas gracias que se otorgaban en Roma los años jubilares que acostumbraban a coincidir allí cada veinticinco años.
El privilegio otorgado por Calixto II fue confirmado y ampliado por pontífices posteriores como Eugenio III, y Anastasio IV. Finalmente, Alejandro III, en la bula Regis aeterni del 25 de julio de 1178, declaró el carácter perpetuo del privilegio y lo equiparó a los de Roma y Jerusalén.
Tales disposiciones potenciaron extraordinariamente durante la Edad Media el auge de las peregrinaciones desde toda Europa a través del denominado Camino de Santiago.
Los últimos han sido 1993, 1999, 2004 y 2010. Pasados once años desde el último, el jacobeo 2021-2022, debido a la pandemia de COVID-19, se extenderá de forma excepcional hasta el 31 de diciembre de 2022, al haber aprobado su prolongación el papa Francisco, según lo comunicó el nuncio del papa, Bernardito Auza.
Esta sería la segunda vez que el año santo jacobeo se celebra durante dos años consecutivos. La primera fue durante la guerra civil española, en la que el año santo de 1937 se extendió también a lo largo de 1938, según concedió el papa Pío XI a petición del prelado compostelano Tomás Muniz de Pablos.

## Años santos jacobeos
La cadencia 6-5-6-11 de los años jacobeos durante los siglos XIX y XX tiene su explicación en el ritmo de los años bisiestos y en el hecho de que la semana tiene siete días. Si no hubiera años bisiestos habría un año jacobeo cada siete años. Debido a que los años divisibles por cien solo son bisiestos cuando también son divisibles por 400, en los cambios de siglo se puede dar un lapso de siete o doce años entre dos años santos consecutivos.
Conviene advertir que si existe alguna alteración en la secuencia de bisiestos automáticamente se alterará la cadencia de los años jacobeos. Esto sucedió con la reforma gregoriana del año 1582 y sucede, en consecuencia, también en los años centenarios que no sean múltiplos de 400.
| Los 28 años Santos Jacobeos de los siglos XX e XXI | Los 28 años Santos Jacobeos de los siglos XX e XXI | Los 28 años Santos Jacobeos de los siglos XX e XXI | Los 28 años Santos Jacobeos de los siglos XX e XXI | Los 28 años Santos Jacobeos de los siglos XX e XXI |
|                                                    | +6                                                 | +5                                                 | +6                                                 | +11                                                |
| -------------------------------------------------- | -------------------------------------------------- | -------------------------------------------------- | -------------------------------------------------- | -------------------------------------------------- |
| +28                                                | 1909 (+12)                                         | 1915                                               | 1920                                               | 1926                                               |
| +28                                                | 1937 - 1938                                        | 1943                                               | 1948                                               | 1954                                               |
| +28                                                | 1965                                               | 1971                                               | 1976                                               | 1982                                               |
| +28                                                | 1993                                               | 1999                                               | 2004                                               | 2010                                               |
| +28                                                | 2021 - 2022                                        | 2027                                               | 2032                                               | 2038                                               |
| +28                                                | 2049                                               | 2055                                               | 2060                                               | 2066                                               |
| +28                                                | 2077                                               | 2083                                               | 2088                                               | 2094                                               |

Estas fechas, donde el 25 de julio cae en domingo, pueden comprobarse aquí.
Esta tabla es correcta para los siglos XX y XXI, debido a que el año 2000 ha sido bisiesto. La cadencia cambiará en los siglos siguientes, ya que los años 2100, 2200 y 2300 no serán bisiestos (son divisibles por cien, pero no por cuatrocientos). La crisis sanitaria provocada por el COVID-19 en España ha provocado que el año santo jacobeo se celebre durante dos años seguidos (2021-2022). Al igual que sucedió con motivo de la guerra civil en 1937-1938.
El último año santo del siglo XXI será el 2094, el primero del siglo XXII será el 2106 (12 años después) y el siguiente será el 2117 (11 años después), con lo que ya se rompe la cadencia 6-5-6-11 de los dos siglos anteriores. El último año santo del siglo XIX fue el 1897, el primero del siglo XX fue el 1909. Entre ambos transcurren 12 años debido a que el año 1900 tampoco fue bisiesto. Entonces, en algunas ocasiones pueden transcurrir lapsos de 7 o 12 años entre dos años santos consecutivos cuando pertenezcan a diferentes siglos.

## Celebraciones en otros lugares
Aparte de celebrarse en Santiago de Compostela también es celebrado en otras localidades españolas, como en  Gáldar (Gran Canaria) otorgado por bula papal que concedió la celebración del Año Santo Jacobeo en Gáldar con los mismos privilegios del año jubilar compostelano desde 1965, siendo papa Pablo VI. Juan Pablo II la otorga en 1993 in perpetuum. La importancia de Santiago de Gáldar es que fue la primera advocación jacobea fuera de territorio continental europeo y se estableció en la que fuera capital de la isla de Gran Canaria antes de la conquista castellana y residencia de los Guanartemes (reyes) de la isla.